# Harry Bannink

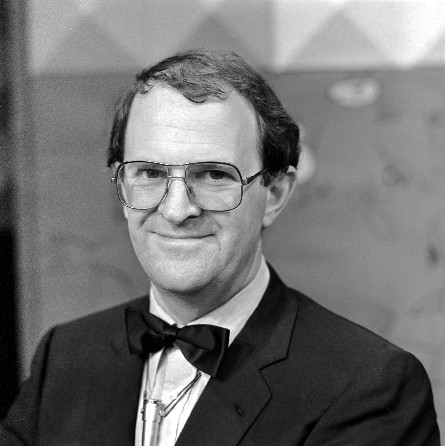

Harry Bannink (* 10. April 1929 in Enschede; † 19. Oktober 1999 in Bosch en Duin) war ein niederländischer Komponist und Pianist. Er komponierte über 3000 Lieder, viele davon für die einmalige Benutzung im Fernsehen.

## Werdegang
Bannink studierte am Königlichen Konservatorium in Den Haag. Er begann seine musikalische Karriere in den späten 1950er Jahren als Pianist in einem kleinen Tanzorchester. Er komponierte anfangs hauptsächlich für das Theater und schuf so 1965 mit Autorin Annie Schmidt das erste niederländische Musical.
1967 wurde er mit der Gouden Harp ausgezeichnet. Lieder, die er 1966 bis 1970 für die Fernsehserien Ja zuster, nee zuster und  't Schaep met de 5 pooten komponierte, genießen bis heute Beliebtheit.
Seit den 1970er Jahren arbeitete er mit einem festen Team von Textern an verschiedenen Fernsehserien für Kinder, wodurch eine ganze Generation mit seiner Musik aufwuchs. In der Reihe De film van Ome Willem trat er außerdem immer selbst, mit der Spitzname „hoofd-geitebreier“ (Haupt-Ziegenstricker), als scherzhafter Prototyp eines seriösen Pianisten, auf. Seit 1981 bis kurz vor seinem Tod war Bannink als Hauskomponist mit der Niederländischen Version der Sesamstraße und der informativen Jugendsendung Het Klokhuis verbunden. Er arbeitete dabei vor allem mit singenden Schauspielern.
Wegen der hohen Qualität, der Vielfalt und der Beliebtheit seiner Werke wird Bannink in den letzten Jahren manchmal als größter niederländischer Komponist betrachtet.